# 1730 Маркеліне
1730 Маркеліне (1730 Marceline) — астероїд головного поясу, відкритий 17 жовтня 1936 року.
Тіссеранів параметр щодо Юпітера — 3,275.